# سدي تسيفي
سدي تسيفي (بالعبرية: שְׂדֵה צְבִי‏) هو موشاف في جنوب إسرائيل. يقع في شمال غربي النقب بالقرب من رهط، ويقع ضِمن نطاق مجلس مرحافيم الإقليمي. في 2019، بلغ عدد سكانه 665.

## التاريخ
تأسست القرية عام 1953 من قبل مهاجرين يهود ولاجئين من شمال أفريقيا. سُمِيت على اسم تسفي هيرشفيلد، مؤسس روحاما الذي ساعد أيضاً في تأسيس الموشاف الجديدة.

## وصلات خارجية
- Sde Tzvi Negev Information Centre